# Blaesoxipha descosseae
Blaesoxipha descosseae är en tvåvingeart som beskrevs av Leonide 1983. Blaesoxipha descosseae ingår i släktet Blaesoxipha och familjen köttflugor.
Artens utbredningsområde är Frankrike. Inga underarter finns listade i Catalogue of Life.